# 地租改正反対一揆

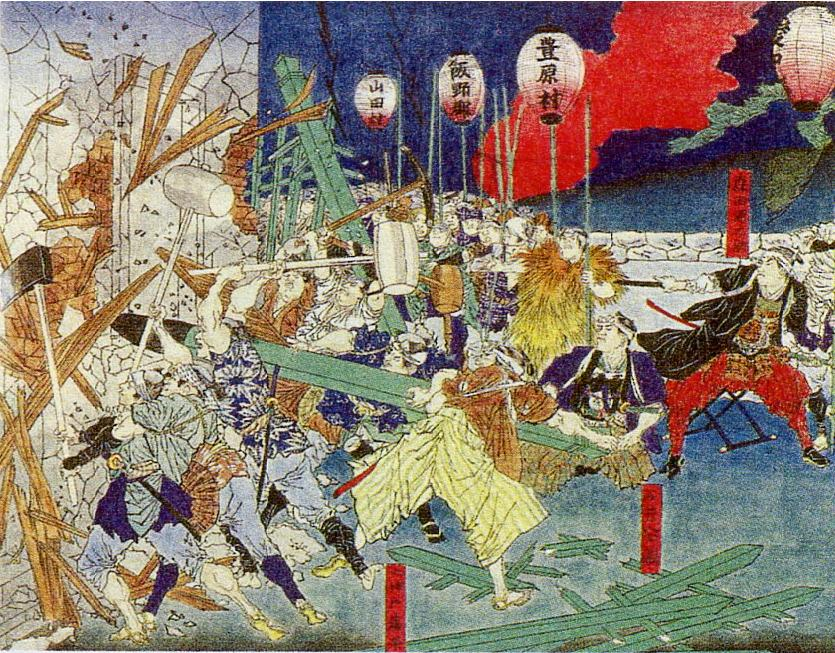
地租改正反対一揆（伊勢暴動、1876年）

地租改正反対一揆（ちそかいせいはんたいいっき）とは、1873年（明治6年）7月より明治政府によって推進されてきた地租改正に反対する農民一揆である。

## 概説
基本的には「全国画一」の地租への統合を従来通り、あるいはそれ以上の水準で農民に賦課しようとする明治政府と生活の維持・改善のために生産余剰の確保を求める農民側との対立ということになる。
大きな流れとしては、
- 廃藩置県後より続く、石代納の高率に対する減免要求を地租改正の過程で求めるもの。
- 地租改正のための地押丈量やその後の地券発行、石代納そのものの廃止（金納化）、田地の地位等級や収穫高の規定とそれに基づく地価の決定に対する反発など実際の地租改正作業を巡るトラブル。
- 従来、入会地とされてきた土地や森林が、地租改正と並行して行われた官有民地区分事業において「持主不明」であることを理由に官有地や御料林に組み入れられて住民の自由な利用が禁止されたことに対する農民の抵抗。
- 地価決定後の税率見直を求める運動や新地価に基づく小作料の改訂に対する小作争議。

が挙げられる。
石代納減免を求める1874年（明治7年）の山形県ワッパ一揆や入会地の官有地編入に抗議して3万人が実力行使に及んだ明治14年（1881年）の群馬県入会地騒擾なども著名であるが、大きな反対一揆は実際に地価の決定などの作業が進められた1875年（明治8年）から1877年（明治10年）にかけて相次ぎ、特に1876年11月から数ヶ月間において、茨城県・三重県・愛知県・岐阜県・堺県（現在は大阪府南部と奈良県に分割）・熊本県で相次いで一揆が発生した。
これに対して明治政府は1877年1月に地租を3%から2.5%に引き下げる決定をしたものの、地租改正事業の中止には応じず、1881年6月30日の地租改正事務局の閉鎖に伴って地租改正の終了が宣言され、遅れていた山林などにおける官有民地区分事業も翌年7月に終了している。以後の反対闘争は、自由民権運動以後の「地租軽減運動」や初期帝国議会における「民力休養」論などに舞台を移すことになる。